# Miogryllus piracicabensis
Miogryllus piracicabensis är en insektsart som beskrevs av Piza Jr. 1960. Miogryllus piracicabensis ingår i släktet Miogryllus och familjen syrsor. Inga underarter finns listade i Catalogue of Life.